# Sejm nadzwyczajny 1654
Sejm nadzwyczajny 1654 – I Rzeczypospolitej, został zwołany ok. 10 kwietnia 1654 roku do Warszawy.
Sejmiki przedsejmowe w województwach odbyły się od 19 do 20 maja 1654 roku.  
Marszałkiem sejmu obrano Krzysztofa Grzymułtowskiego, podkomorzego kaliskiego. Obrady sejmu trwały od 9 czerwca do 20 lipca 1654 roku.
W kwietniu 1654 roku został zerwany poprzedni sejm. W czerwcu zwołano nadzwyczajny sejm w czasie zagrożenia wojną z Rosją, z powodu zawarcia przez Bohdana Chmielnickiego, ugody prejesławskiej. Sejm zajmował się sprawą obrony i przygotowaniem do wojny.